# خیلی بلند
«خیلی بلند»(به انگلیسی:Very Tall ) آلبومی از هنرمند اهل کانادا اسکار پترسون است که در سال ۱۹۶۱ میلادی منتشر شد.